# Hawrami
Hawrami (هەورامی; Hewramî), även känt som avromani, awromani eller owrami, är ett av de huvudsakliga dialektgrupperna i goranispråket, en undergrupp av nordvästiranska språk. Som alla andra goranidialekter, har den vissa fonologiska egenskaper som skiljer den från kurdiska dialekter, även om den är omgiven av kurdiska dialekter och har påverkats av dem.

## Etymologi
Den betraktas som den mest arkaiska i goranigruppen. Flera zazakiforskare betraktar hawrami som ett av de äldsta dialekterna av gorani-zaza språken. Vissa forskare hävdar att namnet hawrami har en nära koppling till "zoroastrisk tro" och hävdar att namnet faktiskt härstammar från Guds namn i Avesta, Ahuraman, (se Ahura Mazda).

## Dialekter
Hawramidialekterna är:
- Lahuni (Lehûnî)
- Tekhti (Textî)
- Basarani (Bêsaranî)
- Halabjayi (Helebceyî)
- Shaykhani (Şeyxanî)

## Demografi
Enligt en undersökning som genomförts av Summer Institute of Linguistics 1996 fanns det 40 000 talare av Hawrami i världen.
Det talas främst i Hawraman-regionen, ett bergigt område som ligger i västra Iran (iranska Kurdistan) och nordöstra Irak (irakiska Kurdistan). De viktigaste städerna i denna region är Pawe i Iran och Halabja i Irak. Hawrami kallas ibland Auramani eller Horami av människor främmande till regionen.
Generellt sett kan de flesta Hawrami talare också tala centralkurdiska och arabiska eller persiska, för att kommunicera med andra människor i närliggande städer.

## Siya Cheman
Både Zazaki folket och Gorani folket, håller sig till en form av yazdanism. Dessa människor kallas under olika namn, såsom Ali-Ilahis, Ishik Alevism, YAezidier och Yarsaner. Grupper med liknande övertygelser finns också i alla delar av Kurdistan.